# Tamsin Cook
Tamsim Cook (Città del Capo, 25 dicembre 1998) è una nuotatrice australiana, nata in Sudafrica.

## Carriera
Ha fatto parte della squadra australiana che ha vinto la medaglia d'argento nella 4x200 m stile libero ai Giochi Olimpici di Rio de Janeiro 2016.

## Palmarès
- Giochi Olimpici

Rio de Janeiro 2016: argento nella 4x200m sl.
Tokyo 2020: bronzo nella 4x200m sl.
- Mondiali giovanili

Singapore 2015: oro nei 400m sl e nella 4x200m sl e argento nei 200m farfalla.